# Нармадшанкар Даве
Нармад Лалшанкар Даве (англ. Narmadashankar Lalshankar Dave, гудж. નર્મદાશંકર લાલશંકર દવ; 24 августа 1833, Сурат, Британская Индия — 26 февраля 1886, Бомбей) — индийский писатель
, поэт, публицист, драматург, театральный деятель, литературовед. Писал на гуджарати. Считается основоположником современной литературы на гуджарати.

## Биография
По профессии учитель. Выступал за проведение социальных реформ, в защиту прав женщин, против индусско-мусульманской розни. 
В его творчестве звучат патриотические мотивы, идеи национального освобождения (поэма «Победы тебе, гордый Гуджарат!» — «Джай джай гарави Гуджарат»). В поэме «Рассказ о временах года» (1861) воспел природу Гуджаратан. Автор пьес на сюжеты индийского эпоса: «Драупади даршан» (1878), «Встреча Рамы и Ситы» (1886) и другие. 
Участвовал в основании любительских театральных трупп. Ввёл в гуджаратскую литературу жанры биографии, очерка, критического обзора; его брошюра «Преимущества организации» (1851), «Автобиография» (1866) — ранние произведения гуджаратской прозы. 
Автор работ: «Введение в теорию поэзии» (1857), «Введение в теорию украшений стиха» (1858) и «Введение в теорию стиля» (1858). В 1864—1870 годах составил первый словарь гуджаратского языка.